# Jacinto Gómez Pasillas
Jacinto Gómez Pasillas (Monterrey, Nuevo León; 6 de diciembre de 1940) es un político y maestro mexicano, miembro de Nueva Alianza, ha sido en dos ocasiones diputado federal.
Jacinto Gómez Pasillas es Maestro normalista, ha desempeñado cargos de importancia en el Sindicato Nacional de Trabajadores de la Educación, así como director de Educación y Recaudador de Rentas del gobierno del estado de Chihuahua, inicialmente miembro del Partido Revolucionario Institucional, fue elegido por este partido diputado local de 1974 a 1977 para la LI Legislatura por el XII Distrito Local y diputado federal en dos ocasiones, a la LIII Legislatura de 1985 a 1988 en representación del II Distrito Electoral Federal de Chihuahua y a la LVI Legislatura de 1994 a 1997 por Representación proporcional y en 2006 renunció al PRI y se unió a Nueva Alianza que nuevamente lo postuló como diputado Federal a la LX Legislatura. Fue además, de 1988 a 1994 Senador suplente por el estado de Chihuahua, siendo el senador propietario Saúl González Herrera.